# Bembrops magnisquamis
Bembrops magnisquamis és una espècie de peix de la família dels percòfids i de l'ordre dels perciformes.

## Etimologia
Bembrops prové dels mots grecs bembras, -ados (una mena d'anxova) i ops (aparença), mentre que magnisquamis deriva de les paraules llatines magnus (gran) i squama (escata).

## Descripció
Fa 10,5 cm de llargària màxima. 6 espines i 15-16 radis tous a l'aleta dorsal i 17 radis tous a l'anal. Els exemplars conservats en alcohol presenten un color marró groguenc clar. Musell relativament curt (gairebé igual al diàmetre dels ulls) i amb escates a les àrees laterals, dorsal i la que hi ha al davant dels ulls. La mandíbula superior s'estén darrere del marge anterior dels ulls. La línia lateral descendeix gradualment a la regió de les aletes pectorals i es troba separada de l'origen de la primera aleta dorsal per 2-4 fileres d'escates, de l'origen de l'aleta anal per 4-5 i de la inserció d'aquesta darrera aleta per 2. Les espines de la primera aleta dorsal no són allargades.

## Alimentació
El seu nivell tròfic és de 3,29.

## Hàbitat i distribució geogràfica
És un peix marí i batidemersal (entre 350 i 465 m de fondària), el qual viu al mar Carib: Cuba i Costa Rica.

## Observacions
És inofensiu per als humans.